# Gymnorhina tibicen
Gymnorhina tibicen là một loài chim trong họ Cracticidae.
Gymnorhina tibicen được mô tả đầu tiên bởi nhà điểu học người Anh John Latham vào năm 1802 như Coracias tibicen, mẫu vật thu thập trong khu vực Cảng Jackson. Tên loài ("tibicen") bắt nguồn từ tiếng Latin nghĩa là người thổi sáo do tiếng hót véo von của nó.

## Hình ảnh

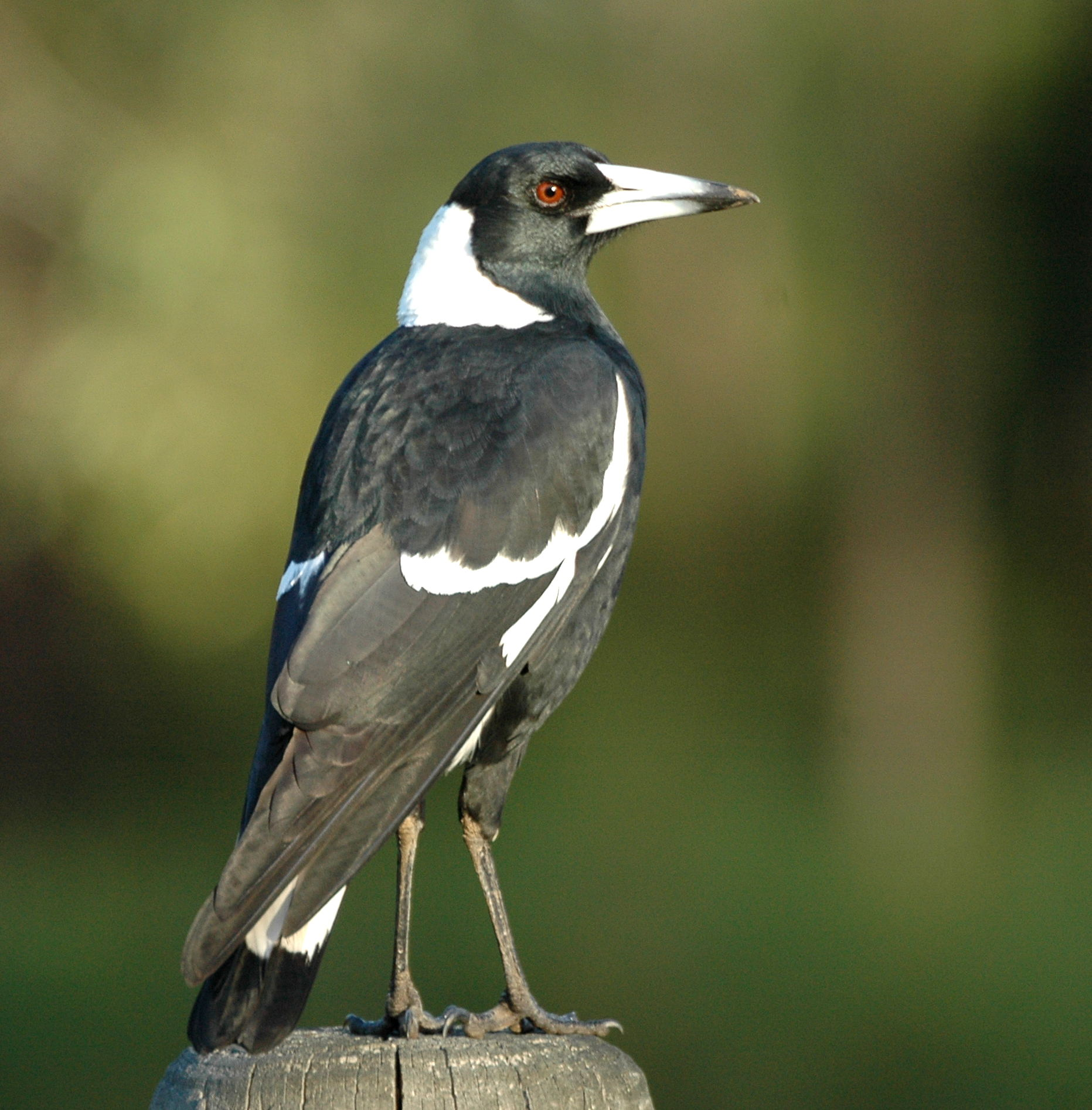
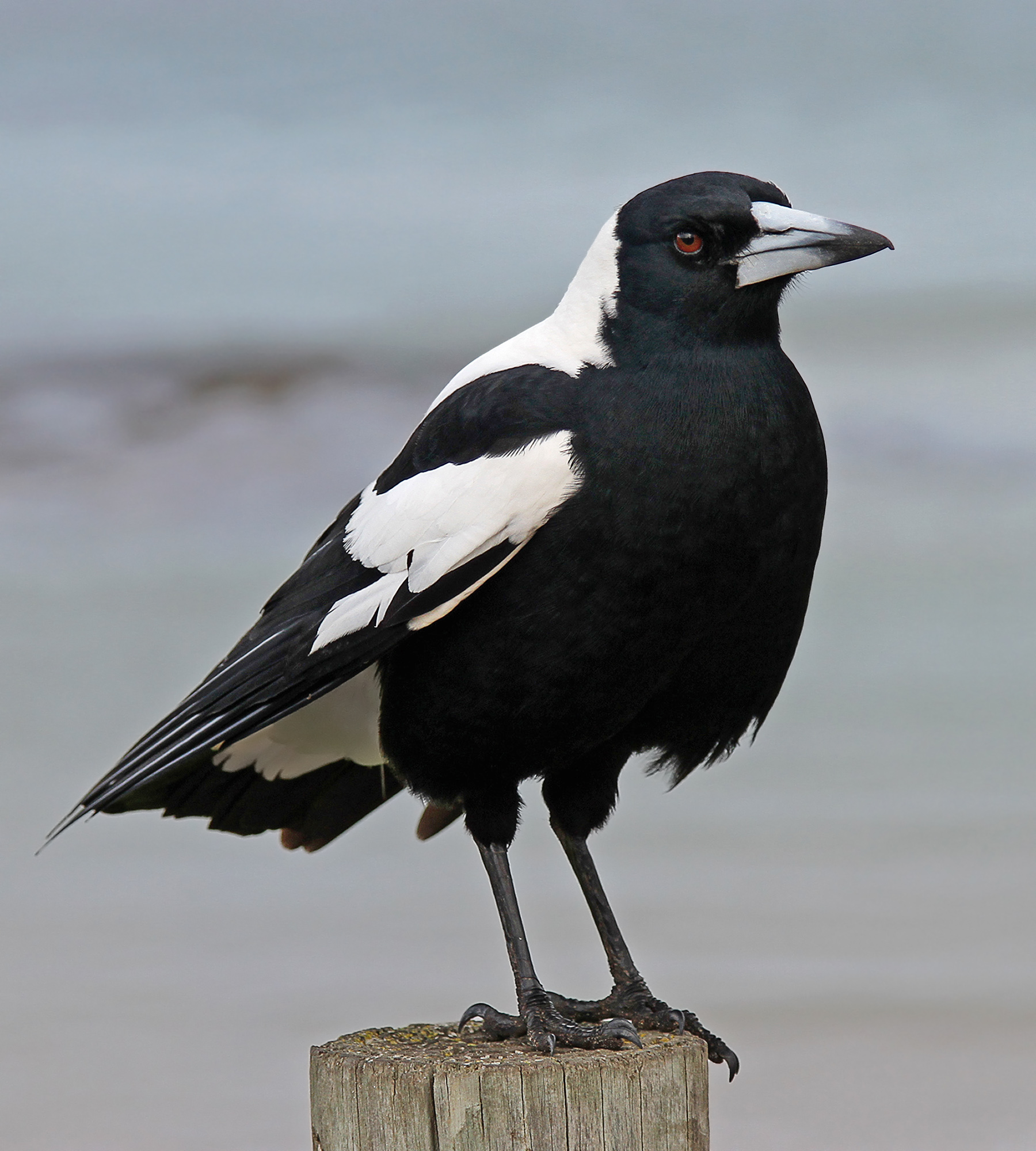
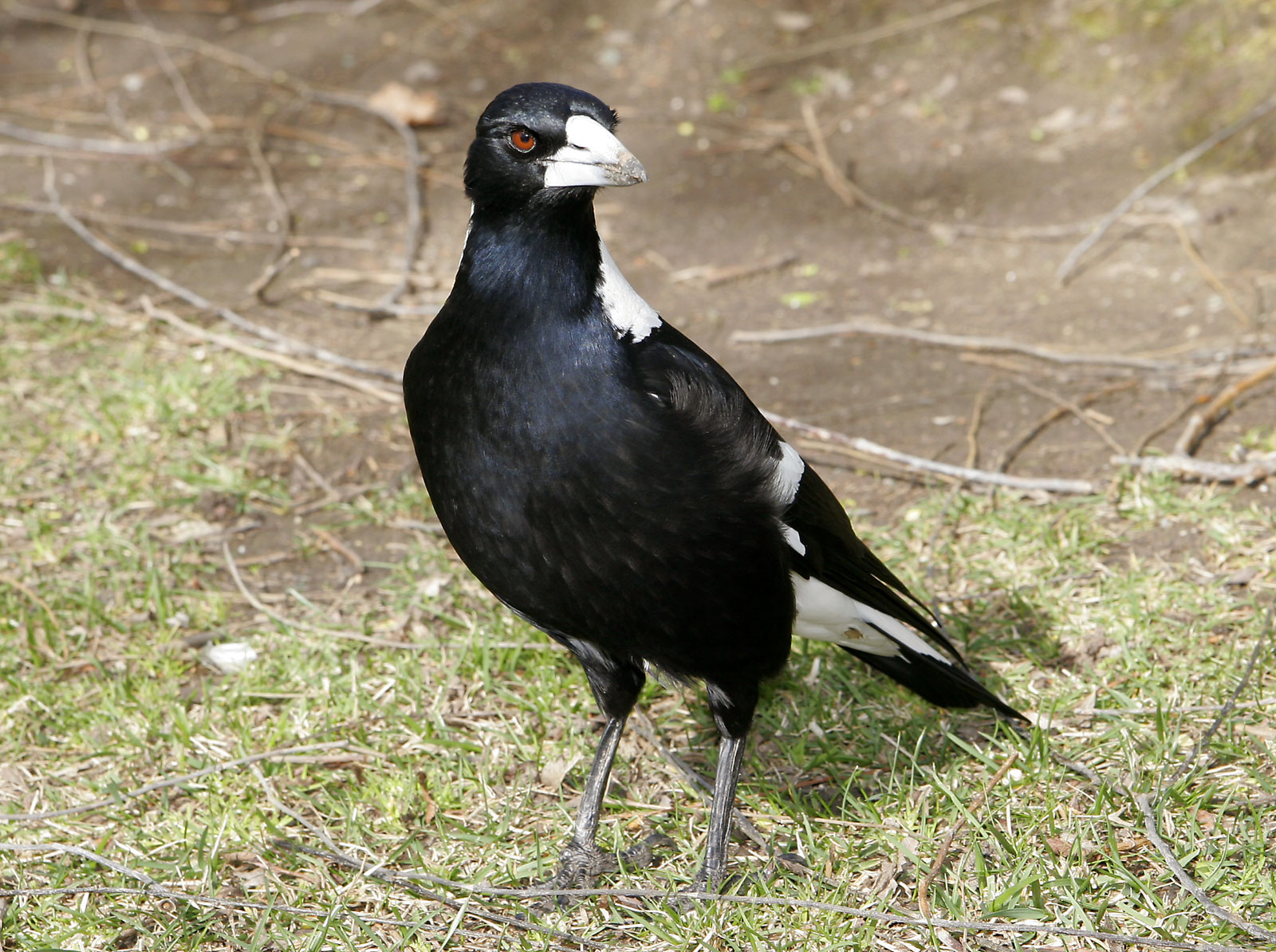
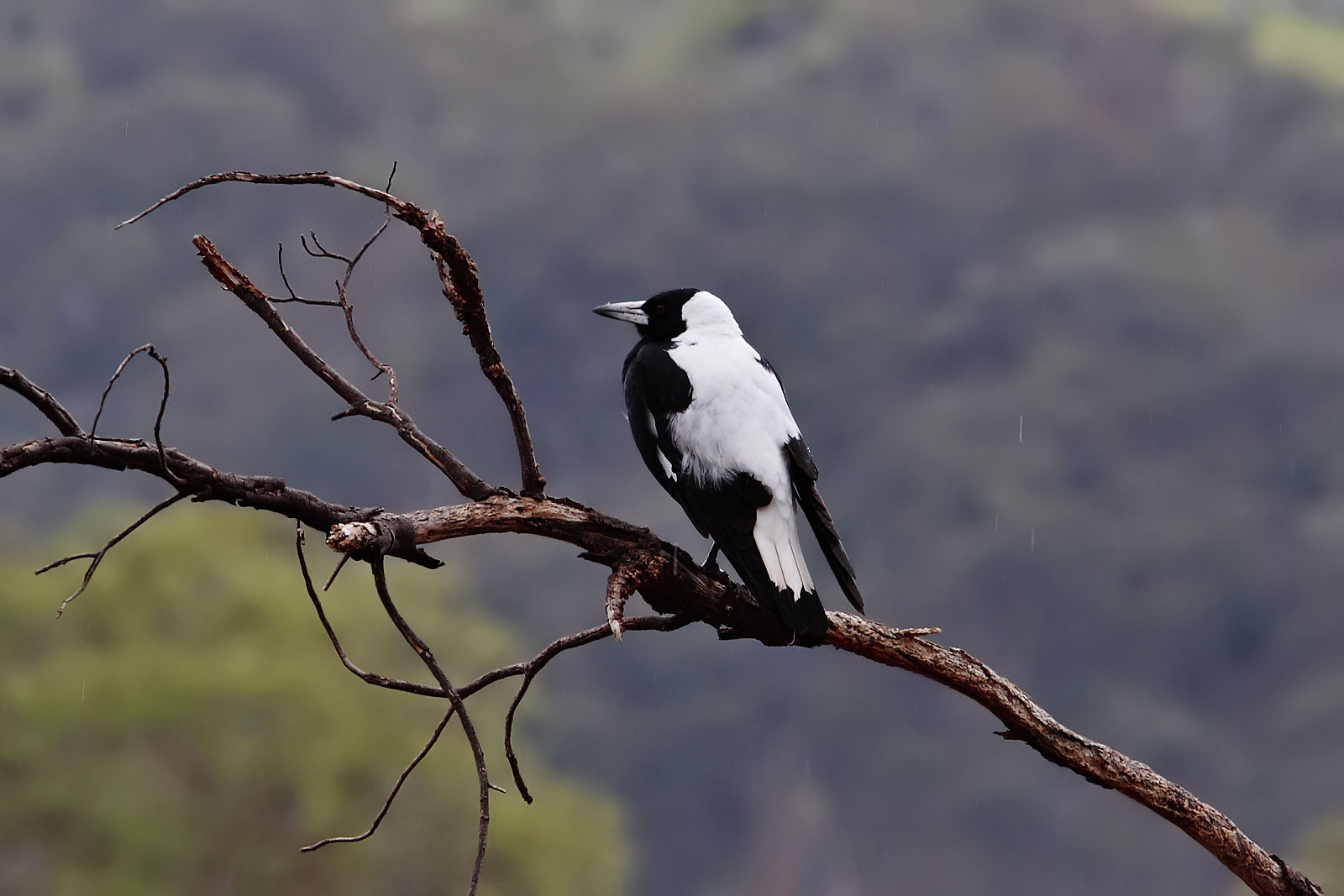
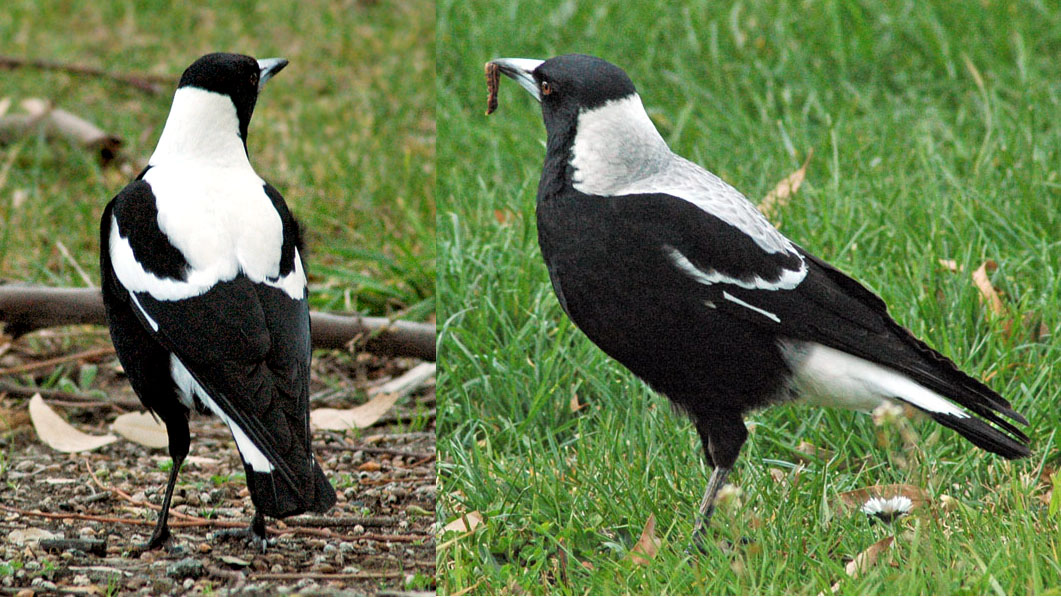
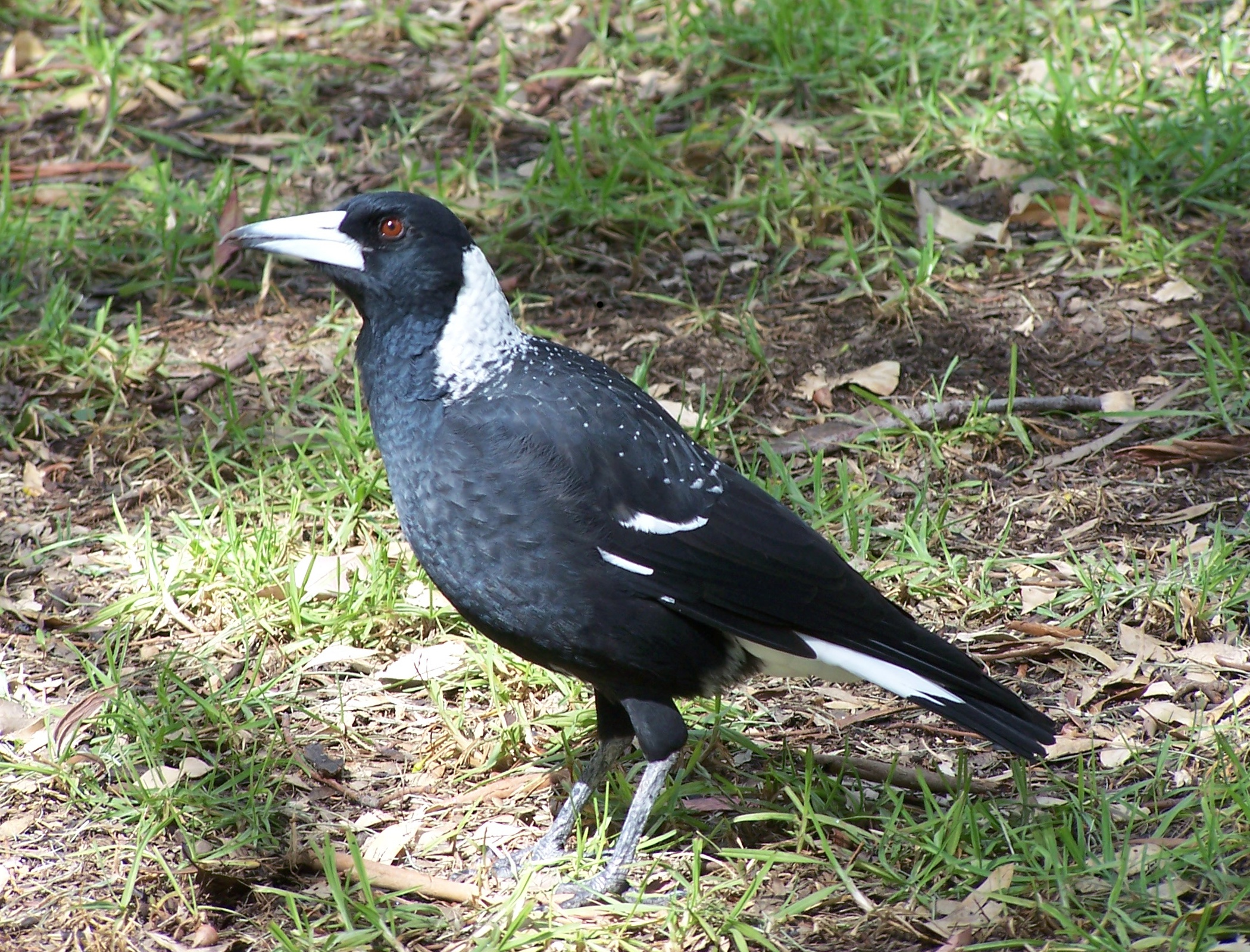
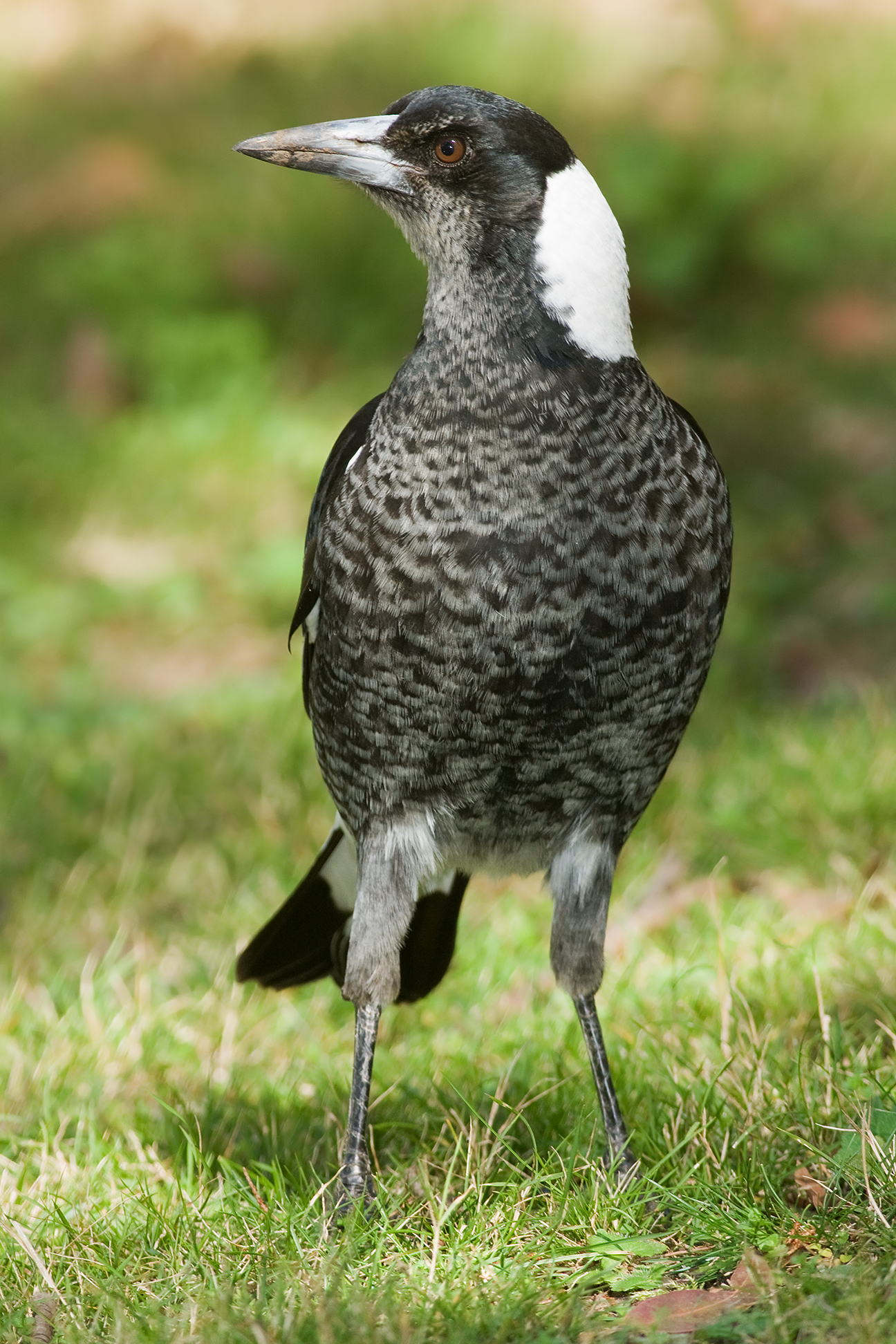
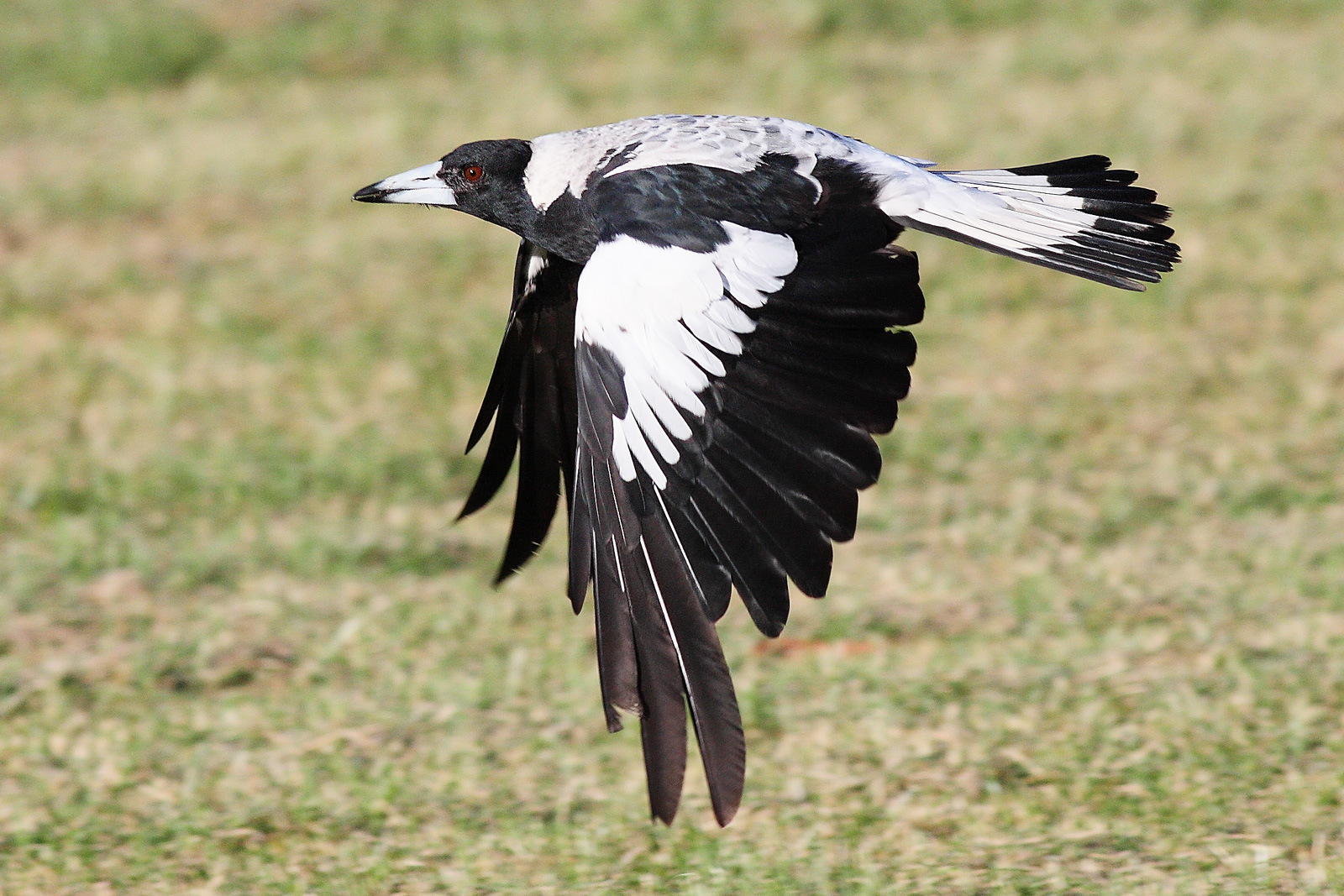